# Terrazzamenti di Banaue
I Terrazzamenti di Banaue sono una serie di terrazzamenti scavati 2000 anni fa sulle montagne dell'isola di Luzon, nelle Filippine, dagli antenati della popolazione indigena Batad. Si ritiene che queste terrazze siano state costruite con un uso minimo di utensili, principalmente a mano. Esse si trovano a circa 1500 metri di altezza e si estendono su di una superficie di 10.360 chilometri quadrati. Sono solcate da un antico sistema di irrigazione, proveniente dalle foreste pluviali che si trovano a monte delle terrazze. Qui veniva coltivato il riso.
I terrazzamenti di Banaue fanno parte dei Terrazzamenti della Cordillera filippina, una serie di antiche strutture costruite dall'uomo fra i 6.000 e i 2.000 anni fa. Esse si trovano nelle province di Apayao, Benguet, Mountain Province e Ifugao; nel 1995 sono state inserite nell'elenco dei Patrimoni dell'umanità dell'UNESCO.
Le popolazioni locali utilizzano ancor oggi questi antichissimi terrazzamenti, soprattutto per il riso e vari tipi di verdura, ma i più giovani preferiscono impegnarsi nell'industria turistica generata da queste strutture. Come risultato, le terrazze sono soggette ad una graduale erosione che fa sì che serva una continua opera di ricostruzione e di mantenimento.